# Serrat de Creullobí
El Serrat de Creullobí és una muntanya de 636 metres que es troba al municipi de Pinell de Solsonès, a la comarca catalana del Solsonès.